# Шојерфелд
Шојерфелд (њем. Scheuerfeld) општина је у њемачкој савезној држави Рајна-Палатинат. Једно је од 119 општинских средишта округа Алтенкирхен (Вестервалд). Према процјени из 2010. у општини је живјело 2.112 становника. Посједује регионалну шифру (AGS) 7132098.

## Географски и демографски подаци
Шојерфелд се налази у савезној држави Рајна-Палатинат у округу Алтенкирхен (Вестервалд). Општина се налази на надморској висини од 216 метара. Површина општине износи 2,7 km². У самом мјесту је, према процјени из 2010. године, живјело 2.112 становника. Просјечна густина становништва износи 794 становника/km².